# Спаркс, Фред
Фред Спаркс (англ. Fred Sparks; 1916 год — 18 октября 1981 года) — американский журналист Chicago Daily News, репортажи которого в 1951 году были отмечены Пулитцеровской премией за международный репортаж.

## Биография
Фред Спаркс родился в 1916 году в Нью-Йорке в семье еврейского адвоката Беннета Э. Зигельштейна. За время своей карьеры Спаркс работал колумнистом и журналистом для ряда американских изданий, включая New York World-Telegram, Chicago Daily News и The Sun. В разные годы он освещал события в Восточной Европе, Гонконге и Корее. За свою работу в 1951 году он получил Пулитцеровскую премию за международный репортаж. Помимо основной работы, Спаркс также часто выступал с лекциями по всей стране и писал юмористические истории для The New Yorker, Readers Digest, The Saturday Evening Post и Esquire.
Во время одной из рабочих командировок журналист освещал бедственное положение палестинских беженцев после Израильской войны за независимость. События произвели на него большое впечатление, предположительно, поэтому Спаркс завещал около 30 тысяч долларов Организации освобождения Палестины. Когда он скончался в 1961 году, не оставив наследников, завещание журналиста вызвало долгие судебные разбирательства. Антидиффамационная лига и Американский еврейский конгресс посчитали волю покойного попыткой финансирования террористической организации. В качестве компромиссного решения был создан фонд имени журналиста, который сотрудничал с Международным Комитетом Красного Креста для обеспечения пострадавших в военном конфликте медикаментами и предметами первой необходимости.